# Mike Will Made It
Майкл Лен Уильямс II (англ. Michael Len Williams II; род. 23 марта 1989, Атланта, Джорджия, США), более известный как Mike Will Made It (часто стилизовано как Mike WiLL Made-It) или просто Mike WiLL — американский музыкальный продюсер, диджей, рэпер, певец и автор песен из Атланты, штат Джорджия. Наиболее известен продюсированием нескольких южных хип-хоп исполнителей, а также продюсированием таких хитов, как «Mercy» (GOOD Music), «No Lie» (2 Chainz), «Bandz a Make Her Dance» (Juicy J), «Pour It Up» (Рианна), «Love Me» (Лил Уэйн), «Body Party» (Сиара), «We Can't Stop» (Майли Сайрус) и «No Type» (Rae Sremmurd).
Он выпустил три микстейпа и в 2013 году выпустил дебютный альбом Est. in 1989 Pt. 3 (The Album) под лейблом EarDrummers и Interscope Records.

## Биография
Майкл Уильямс родился 23 марта 1989 года в Мариетте, штат Джорджия, имеет двух старших сестёр.

## Музыкальная карьера

### 2013: Дебютный альбом
Mike WiLL является исполнительным продюсером четвёртого студийного альбома Майли Сайрус Bangerz (2013), включая лид-сингл «We Can't Stop».
Mike WiLL является продюсером многих хитов, включая «Turn On the Lights» (Фьючер), «Mercy» (Канье Уэст), «No Lie» (2 Chainz совместно с Дрейком), «Pour It Up» (Рианна), «Love Me» (Лил Уэйн, Дрейк, Фьючер) и последний «We Can’t Stop» (Майли Сайрус). Согласно Nielsen SoundScan, вместе эти шесть песен были проданы в размере 9.3 млн копий.
9 сентября 2013 года Mike Will Made It представил первый сингл с его дебютного альбома «23». В записи трека приняли участие Уиз Халифа, Juicy J и Майли Сайрус. Он сообщил, что для выпуска альбома подписал контракт с Interscope Records. Также в записи альбома приняли участие Фьючер, Кендрик Ламар и 2 Chainz.

## Влияние
В некоторых интервью Mike WiLL Made-It озвучил ряд продюсеров, оказавших влияние на его творчество. В интервью журналу Complex он заявил, что «всегда восхищался барабанами Dr. Dre», а также назвал Тимбалэнда «первым продюсером сумасшедшей поп-музыки». Как продюсер с юга он всегда «уважал Shawty Redd, который был первым продюсером, который, на самом деле, принес ту самую темную энергетику и звучание трэпа в музыку». Он также ссылается на DJ Toomp как на «большого брата или своего наставника», говоря: «Я люблю то, что он делает». В других интервью Mike WiLL также отзывается о Фаррелле Уильямсе как о продюсере, которого он уважает.

## Дискография

### Студийные альбомы
- Est. in 1989 Pt. 3 (The Album) (2016)[9]

### Микстейпы
- Est. in 1989 (Last of Dying Breed) (2011)
- Est. in 1989 Pt. 2 (2012)
- Est. in 1989 Pt. 2.5 (2012)
- #MikeWiLLBeenTriLL (2013)

### Синглы
- 23 (2013)